# Шеметово (городской округ Серебряные Пруды)
Шеметово — деревня в городском округе Серебряные Пруды Московской области.

## География
Находится в южной части Московской области на расстоянии приблизительно 11 км на запад по прямой от окружного центра поселка Серебряные Пруды.

## История
Известна с 1589 года. Принадлежала одновременно нескольким помещикам. Имела статус сельца. 21 крестьянский двор в 1818 году, 16 дворов в 1858 году, 32 двора в 1877, 58 в 1916,110 в 1974. Работали колхозы «Красное Шеметово», им. Буденного, совхоз им. Карла Маркса и СПК «Шеметово». В период 2006—2015 годов входила в состав сельского поселения Мочильское Серебряно-Прудского района.

## Население
Постоянное население составляло 305 человек (1763 год), 164 (1818), 157 (1858), 227 (1877), 332 (1916), 362 (1974), 922 в 2002 году (русские 93 %), 986 в 2010.